# Török média

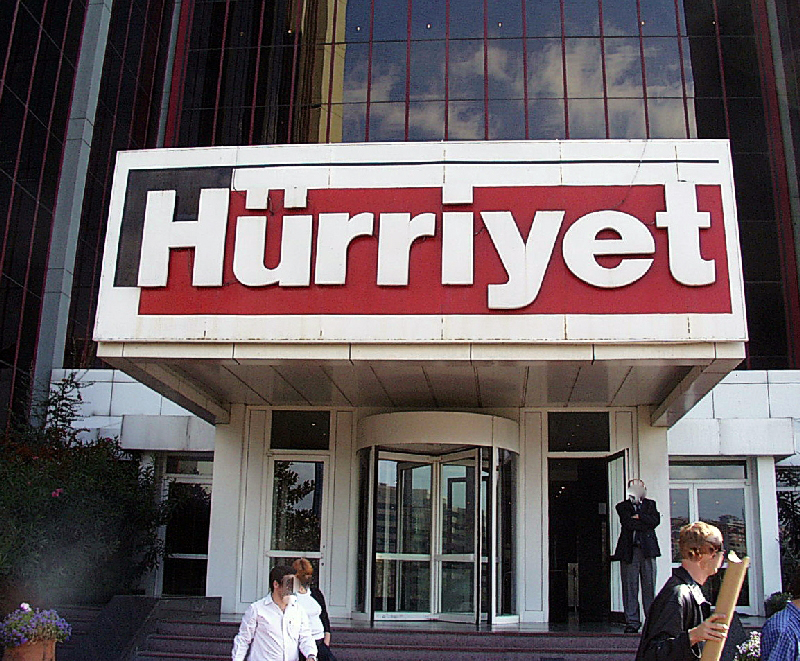
A Hürriyet isztambuli épülete

A török média Törökország tömegtájékoztatási eszközeit foglalja magába. Az írott sajtót tekintve népszerűek a napilapok és a pletykalapok. A nyomtatott sajtót tekintve a legnépszerűbb napilapok közé tartozik a Hürriyet, a Milliyet és a Vatan. A török televíziózás 1964-ben kezdődött, amikor elkezdte sugározni első adását a TRT csatorna. Az állami televíziócsatorna mellett számos kereskedelmi csatorna is működik. A legnépszerűbb műsorok a helyi sorozatok, illetve a show-műsorok. Törökországban számos országos szórású rádióadó működik, ezek mellett pedig szinte minden nagyobb településnek vannak saját rádióállomásai. A legtöbb napilapnak, magazinnak, televízió- és rádiócsatornának saját honlapja is van, ezeken kívül több, független internetes hírportál is működik.
Nemzetközi megfigyelések szerint a török médiát erősen cenzúrázzák, kényes témák nem megfelelő közlése miatt több újságírót is letartóztattak már, illetve egyes csatornák műsorsugárzási idejét is felfüggesztették. 2004 óta a TRT csatornának újra van kurd nyelvű adása, mellyel az Európai Uniós szabályoknak kívánnak megfelelni.
A török médiaszabályozó intézet, az RTÜK új rendelete szerint tilos minden nemű alkohol- és cigarettakép a televíziókban. Az olyan filmekben/sorozatokban, amelyekben láthatóak alkoholfogyasztó jelenetek, a poharat/üveget ki kell kockázni. A török sorozatok forgatókönyvírói pedig ezentúl csak olyan jeleneteket írhatnak, amiben nem isznak és nem dohányoznak a szereplők.

## Nyomtatott sajtó

### Újságok
A legnépszerűbb, országos terjesztésű napilapok:
- Akşam (Este)
- Hürriyet (Szabadság)
- Milliyet (Nemzet)
- Radikal (Radikális)
- Sabah (Reggel)
- Sözcü (Szóvivő)
- Star (Sztár)
- Vatan (Anyaország; vagy Haza)
- Yeni Şafak Gazetesi (Új Hajnal Újság)
- Zaman (Idő)

### Magazinok
Legnépszerűbb magazinok:
- Alem (Világ)
- Elele (Kéz a kézben)
- FHM
- TimeOut Istanbul
- Tempo
- Capital

Ifjúsági:
- Blue Jean
- Dream

## Televízió
Törökország első televíziócsatornája, a TRT 1964-ben kezdett sugározni. A csatorna bevételeinek 70%-át ma is az elektromos áramra és a televízió- illetve rádiókészülékekre kivetett adó teszi ki,  20%-a állami támogatás, és csak 10%-a reklámbevétel. Az állami csatorna mellett az országnak több, magánkézben lévő kereskedelmi csatornája is van.
Törökországban rendkívül nézettek a helyi sorozatok, szinten minden nagyobb csatornának vannak saját, többnyire a mexikói szappanoperák történeteihez hasonló sorozatai. A legnézettebb sorozatok közé tartozik a Kurtlar Vadisi (melyen a  Farkasok völgye: Irak című mozifilm alapszik), az Avrupa Yakası az Ezel, a Çocuklar Duymasın és az Unutulmaz is.
A sorozatok mellett a különböző talkshowk is népszerűek, mint például neves színész, Okan Bayülgen által vezetett Makine, vagy az arabeszk énekes İbrahim Tatlıses İbo Show-ja.
Országos adású televíziócsatornák:
- TRT (állami)
- CNN Türk
- Show TV
- Kanal D
- ATV
- Kanal Türk
- Star TV
- Kanal 7
- Samanyolu (Tejút)
- TGRT
- Cine 5

### Zenei csatornák
- Kral TV (Király TV)
- Dream TV (Vágyálom TV)
- MTV Türkiye (MTV Törökország)
- Powertürk
- VIVA
- Gala
- Dreamtürk
- Fix TV
- NR1

## Rádió
Országos szórású rádióadók:
- HaberTürk
- Haber 7
- Metro FM
- Powertürk FM
- Show Radyo
- TRT FM
- Power FM

## Internet
A napi- és hetilapok internetes verziói mellett népszerűek még a különböző hírportálok is:
- HaberTürk
- internethaber
- NTVMSNBC
- Uçankuş
- Ixtanbul
- Gecce